# جون كينغ (لاعب كرة قدم)
جون كينغ (بالإنجليزية: John King)‏ (15 أبريل 1938 بمرليبون في المملكة المتحدة - 30 مارس 2016) هو مدرب كرة قدم ولاعب كرة قدم بريطاني في مركز الوسط. لعب مع بورت فايل ونادي إيفرتون ونادي بورنموث ونادي ترانمير روفرز لكرة القدم وويغان أتلتيك.

## وصلات خارجية
- جون كينغ على موقع قاعدة بيانات كرة القدم.إي يو (الإنجليزية)
- جون كينغ على موقع عالم كرة القدم.نت (الإنجليزية)